# Опозиційний блок «Не так!»
Опозиці́йний блок «Не Так!» — проросійський політичний альянс, створений для участі в українських парламентських виборах 2006 року. Очолив альянс Леонід Кравчук, перший Президент України, який на той момент був депутатом Верховної Ради.
До цього блоку входили такі сили:
- Соціал-демократична партія України (об'єднана)
- Всеукраїнське політичне об'єднання «Жінки за майбутнє»
- Республіканська партія України
- Всеукраїнське об'єднання «Центр»

Перша п'ятірка блоку мала такий вигляд:
- Кравчук Леонід Макарович
- Довженко Валентина Іванівна
- Медведчук Віктор Володимирович
- Шуфрич Нестор Іванович
- Бойко Юрій Анатолійович

До складу блоку також входив колишній заступник голови Верховної Ради Степан Гавриш, футболіст Блохін Олег Володимирович та футбольний функціонер Суркіс Григорій Михайлович.
За результатами голосування блок набрав близько 257 тис. голосів (1,1 %), посівши 11-е місце й не потрапив до парламенту.